# محوطه سراب ذهاب ۱
محوطه سراب ذهاب ۱ مربوط به عصر مس و سنگ - عصر مفرغ - دوران‌های تاریخی پس از اسلام است و در شهرستان سرپل ذهاب، بخش مرکزی، دهستان دشت ذهاب، ۱۵۰ متری روستای سراب ذهاب واقع شده و این اثر در تاریخ ۲۶ اسفند ۱۳۸۷ با شمارهٔ ثبت ۲۵۶۰۹ به‌عنوان یکی از آثار ملی ایران به ثبت رسیده است.